# Дог Пуллер
Dog Puller — это спорт для собак, созданный в Чернигове, Украина, в августе 2012 года . Это относительно новый вид спорта по сравнению с аджилити или фрисби, но его популярность растет довольно быстро. , Как и аджилити Дог Пуллер развивает скорость и взаимоотношение между собакой и владельцем. Он также похож на фрисби, потому что одно из упражнений включает в себя бросание кольца PULLER и его ловлю. Но главный принцип Дог Пуллер — доступность. Упражнения специально созданы для того, чтобы позволить любым собакам и людям начать обучение независимо от их первоначальной физической формы, проблем со здоровьем и породы собак.
Спорт основан на упражнениях с PULLER — инструментом для фитнеса собак — Пуллер Бег и Пуллер Прыжки. Сегодня Дог Пуллер — это международный вид спорта. Второй чемпионат мира по Дог Пуллер был проведен в 2019 году, собрав 91 участника из 11 разных стран .

## История
Дог Пуллер был создан как комплекс упражнений, разработанный для тренировочного снаряда для собак собак PULLER в августе 2012 года. Он был создан владельцем компании COLLAR, производящей PULLER, Юрием Синицей, дрессировщиком собак и изобретателем PULLER Сергеем Шкотом и спортсменкой и кинологом Варварой Петренко. Основной идеей было создание вида спорта, доступного для любых собак и людей. Варвара с нуля создала правила для такого вида спорта — от дисциплин до расчета баллов — на основе упражнений, разработанных Сергеем. , Создатели спорта утверждают, что его правила ещё дорабатываются, и люди, занимающиеся Дог Пуллер как хобби, могут добавлять «домашние правила» и вводить их в своих местных клубах.
После нескольких тестов и первоначальных исправлений правил первый Чемпионат по Дог Пуллер состоялся в сентябре 2012 года . Первые участники не проходили специальной подготовки заранее, многие из них даже не знали правил, обучаясь на месте. В этом был главный смысл тестового чемпионата: узнать, способны ли люди, которые никогда не слышали о Дог Пуллер, быстро понять правила и принять участие в игре со своими собаками . В 2017 году количество клубов по всему миру позволило провести не только местные состязания, но и Чемпионат мира по Дог Пуллер. До начала 2018 года были созданы местные федерации Дог Пуллер, правила были стандартизированы для всех них, и в октябре 2018 года, наконец, состоялся первый Чемпионат мира.

## Доступность
Техники выполнения упражнений могут быть скорректированы в соответствии с потребностями спортивной пары. Например, категории собак позволяют им соревноваться в группе одинаково физически развитых животных: тяжелые собаки, такие как молоссы, соревнуются друг с другом, а маленькие собаки, такие как чихуахуа, имеют свою собственную лигу. Щенки и старшие собаки также соревнуются отдельно, как и собаки категории Драйв (такие как бордер-колли и другие быстрые породы) .
Спортсмены-люди также могут участвовать в соревнованиях вне зависимости от состояния здоровья. Например, правила позволяют людям становиться на колени или сидеть в дисциплине Пуллер Прыжки. Это удобно не только для небольших пород собак (которые не могут прыгнуть достаточно высоко, чтобы поймать кольцо в руке стоящего человека), но и для людей на инвалидных колясках. Правила также отмечают, что каждый человек может иметь свою собственную технику, основанную на их (и их собаки) способностях, и судьи должны принимать это во внимание .
Чемпионат мира по Дог Пуллер-2019 был назван инклюзивным событием : среди участников были одноглазая собака и владелица с диабетом (которая также была самой молодой участницей).

## Основные упражнения и Дог Пуллер как хобби
Упражнения Дог Пуллер можно практиковать как для ежедневных тренировок, так и для соревнований. Согласно исследованию производителя, 20 минут обучения равны 5 милям бега, поэтому упражнения Дог Пуллер могут быть полезны и в тех случаях, когда у владельцев не хватает времени на долгие традиционные тренировки и прогулки со своими собаками.
Основные упражнения, предлагаемые для занятий Док Пуллер как хобби, — это бег, прыжки, перетягивание и плавание. Видеоинструкции, рекомендации и онлайн-сообщество позволяют людям начать обучение, даже не имея доступа к местному клубу или федерации. Инструкции по основным упражнениям сняты на видео и показаны на сайте PULLER.
Местные чемпионаты могут включать все четыре дисциплины, но, в соответствии с правилами 2020 года, на Чемпионате мира по Дог Пуллер собаки будут соревноваться в двух из них — «Бег» и «Прыжки».

## Правила и дисциплины
С текущей версией правил можно ознакомиться на сайте Dog Puller Championship-2020
В настоящее время разрешены следующие дисциплины: бег и прыжки. Спрингпол устарел, но все еще может быть использован на местных чемпионатах

### Бег
Владелец бросает кольца PULLER, и собака должна успешно поймать их и вернуть ему.

### Прыжки
Владелец поднимает руки с кольцами PULLER, и собака должна прыгать и ловить их пастью.

### Спрингпол (устарел)
Собака должна держать PULLER, прикреплённый к верёвке и тянуть его.

## Соревнования

### Первый чемпионат мира по Дог Пуллер (2018)
Первый Чемпионат мира по Дог Пуллер состоялся в Праге, Чехия, 7 октября 2018 года. В нем приняли участие 70 спортсменов из России, Украины, Португалии, Южной Кореи, Словакии, Венгрии и Чехии. Собаки были разделены на четыре категории: Мини, Макси, Драйв и Бул (см. Категории).
Участники из Украины, Чехии, Венгрии и Южной Кореи стали многократными чемпионами. Украинская команда стала абсолютными чемпионами
Маргарита Герман и ее бордер-колли Айви установили мировой рекорд в дисциплине Пуллер Прыжки (категория Драйв). Ян Страка и его бордер-колли Аксус установили рекорд в дисциплине Пуллер Бег (категория Драйв).

### Второй чемпионат мира по Дог Пуллер (2019)
Второй Чемпионат мира по Дог Пуллер состоялся 7-8 сентября 2019 годав городе Шопрон, Венгрия. Зарегистрировано более 90 участников из 11 стран. Участвовали сборные из России, Украины, Португалии, Южной Кореи, Венгрии, Беларуси, Чехии, Словакии, Канады, Австрии и Польши
Второй чемпионат мира по Дог Пуллер стал публичным мероприятием: были проведены мастер-классы для зрителей, зоны канистерапии и физиотерапии, детские и юношеские соревнования Дог Пуллер и уроки для новичков.
Российская команда стала абсолютными чемпионами. Пары из России, Украины, Белоруссии и Венгрии стали мультичемпионами

### Третий чемпионат мира по Дог Пуллер (2020)
Третий чемпионат мира по Дог Пуллер должен состояться в Польше, но из-за пандемии COVID-19 его проведение остаётся под вопросом.

### Другие соревнования и использование
Dog Puller является официальным видом спорта для собак во многих странах мира а тренинги и соревнования Dog Puller проводятся в рамках обучения животных и канистерапии . Элементы Dog Puller (без соревнований) также используются для реабилитации в украинских больницах